# Pelseneeria stylifera
Pelseneeria stylifera är en snäckart som först beskrevs av Turton 1825.  Pelseneeria stylifera ingår i släktet Pelseneeria, och familjen Eulimidae. Enligt den svenska rödlistan är arten otillräckligt studerad i Sverige. Arten förekommer i Götaland. Artens livsmiljö är havet.